# Henriette Demongey
Jenny Henriette Roux dite Henriette Demongey (parfois orthographié Henriette de Mongey), née à Bordeaux le 4 janvier 1873 et morte à Nice le 23 août 1928, est une actrice de théâtre et demi-mondaine de la Belle Époque

## Biographie
Jenny Henriette Roux, née le 4 janvier 1873 à Bordeaux, est la fille de Jean Balthazar Roux et de Catherine Victoire Escalas
Henriette Demongey est parmi les premières femmes à pratiquer le vélo, dès 1891, avec sa sœur Madeleine et Rose Demay, mondaines et comédiennes,,. Ce qui est une marque d'émancipation à la fin du XIXe siècle. 
Elle figure dans le premier fascicule illustré, dans la série intitulée Les Reines de Paris chez elles, publiée en 1898, aux côtés des artistes, des reines de beauté et des demi-mondaines : Clémence de Pibrac, Albany Debriège, Cléo de Mérode, Liane de Pougy, Émilienne d'Alençon qui montre une frontière floue entre cabaret et demi-monde.
Pendant les saisons 1902-1903 et 1903-1904, elle est engagée au théâtre des Variétés de Marseille,, . Elle tente de mettre fin à ses jours en 1904 à Marseille,. En 1905, elle fait partie de la troupe du théâtre Trianon.
Elle tourne à Contrexéville en 1904,; à Nice en 1905,; à Genève en 1906; au Caire en 1907 et en 1908; à Bordeaux en 1910,.
Son image est utilisée pour la publicité pour les cigarettes américaines Sweet Caporal.
Henriette Demongey meurt à Nice dans sa villa dénommée « Diane », avenue du Patrimoine, le 23 août 1928 à l'âge de 55 ans.

## Répertoire
- 1897 : L'Ecole des gendres, vaudeville de Bertol-Graivil au théâtre de Cluny[23].
- 1897 : Monsieur le Major, vaudeville militaire de Michel Carré et A. Bernéde, 23 octobre au théâtre de Cluny, Clarisse[24],[25],[26].
- 1898 : La Briguedondaine, comédie d'Henri Pagat, 12 décembre, au Nouveau-Théâtre, Marie de Sombacour[27].
- 1899 : Le Roi de Rome, pièce d'Émile Pouvillon et Armand d'Artois, au Nouveau-Théâtre, une blanchisseuse[28],[29].
- 1900 : La Bourse ou La Vie, comédie d'Alfred Capus, le 4 décembre au théâtre du Gymnase, Mme Plesnois[30],[31].
- 1901 : L'Etude Tocasson, vaudeville d'Albin Valabrègue et Maurice Ordonneau, 11 septembre, au théâtre des Folies-Dramatiques, Emilienne[32].
- 1902 : L'Archiduc Paul, comédie d'Abel Hermant, le 25 mars au théâtre du Gymnase, Estelle[33],[34].
- 1902 : Le Petit Homme, comédie de Pierre Wolff au théâtre des Capucines, soubrette[35],[36],[37],[38].
- 1904 : Un Monsieur et une Dame de Xavier Boniface , Félix-Auguste Duvert  et Augustin Théodore de Lauzanne, reprise au théâtre des Batignolles[39],[40].
- 1904 : L'Autre Ecole de Robert Dieudonné au théâtre des Mathurins, Marthe[41],[42].
- 1904 : Les Dragée d'Hercule, vaudeville de Paul Bilhaud et Maurice Hennequin, au Trianon[43],[44].
- 1904 : Le Vieux marcheur, comédie de Henri Lavedan reprise au Trianon[45].
- 1905 : Le Roman d'un jeune homme pauvre d'Octave Feuillet, 12 septembre, reprise au théâtre de la Gaîté, Mlle Hélouin[46],[47],[48]
- 1906 : Florette et Patapon, vaudeville de Pierre Véber et Maurice Hennequin au théâtre des Nouveautés[49].
- 1907: Le Coup de Salomon, vaudeville de Jules Rateau et Jacques Mey au théâtre des Capucines de Nice (soirée inaugurale)[50].
- 1908 : Une Nuit de Noces,  vaudeville d'Henri Kéroul et Albert Barréau, reprise au Palais-Royal, Sidonie de Valpurgis[51],[52].

## Décorations
- Officier d'académie en 1903[53],[54].
- Officier de l'Instruction publique (Officier de l’Instruction publique) en 1908[55].